# Collabium
Collabium é um género botânico pertencente à família das orquídeas (Orchidaceae).

## Lista de espécies
| - Collabium acuticalcar - Collabium assamicum - Collabium bicameratum - Collabium carinatum - Collabium chapaense - Collabium chinense - Collabium chloranthum | - Collabium delavayi - Collabium evrardii - Collabium formosanum - Collabium nebulosum - Collabium pumilum - Collabium simplex - Collabium vesicatum |